# Nephila cornuta
Espèce
Synonymes
- Aranea cornuta Pallas, 1772

Nephila cornuta est une espèce d'araignées aranéomorphes de la famille des Araneidae.

## Distribution
Cette espèce est endémique du Guyana.

## Systématique et taxinomie
Cette espèce a été décrite sous le protonyme Aranea cornuta par Pallas en 1772. Elle est placée dans le genre Nephila par F. O. Pickard-Cambridge en 1901. Elle est considérée comme une sous-espèce de Nephila clavipes par Dahl en 1912. Elle est élevée au rang d'espèce par Archer en 1951.

## Publication originale
- Pallas, 1772 : Spicilegia zoologica. Tomus 1. Continens quadrupedium, avium, amphibiorum, piscium, insectorum, molluscorum aliorumque marinorum fasciculos decem. Berolini, vol. 1, no 9, p. 44-50.